# Diospyros celebica
Diospyros celebica är en tvåhjärtbladig växtart som beskrevs av Bakh. Diospyros celebica ingår i släktet Diospyros och familjen Ebenaceae. Inga underarter finns listade i Catalogue of Life.

## Bildgalleri

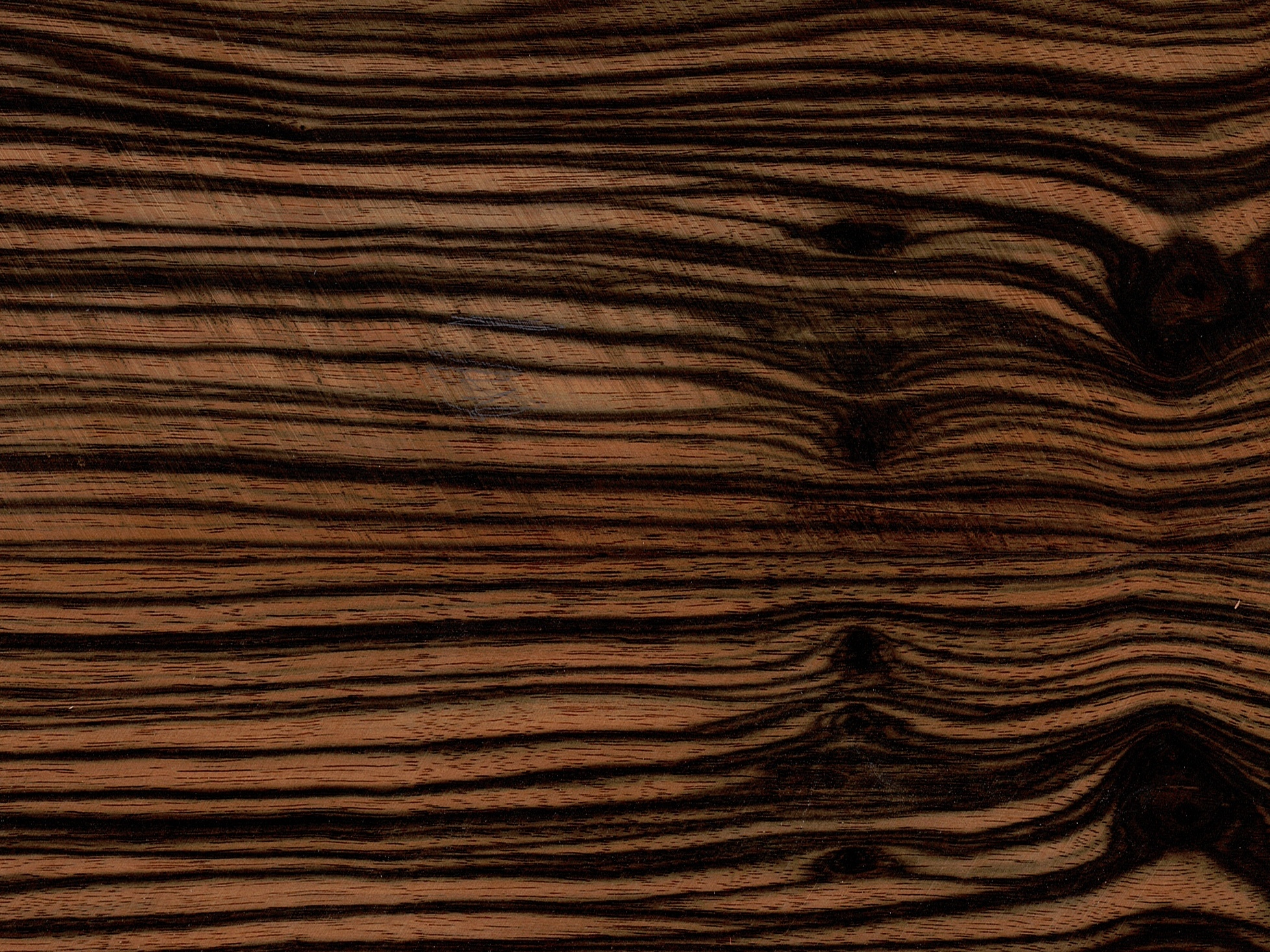
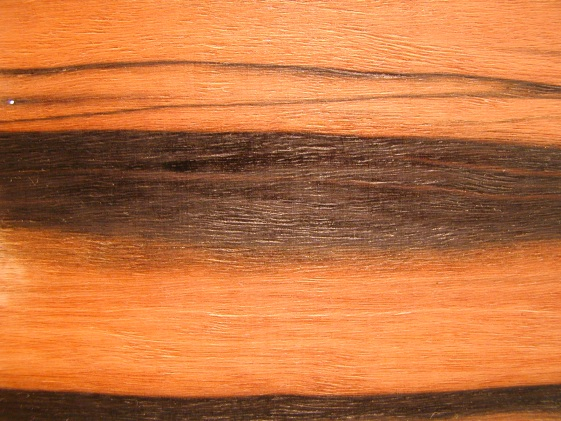